# Раково (Сливенская область)
Раково (болг. Раково) — село в Болгарии. Находится в Сливенской области, входит в общину Сливен. Население составляет 70 человек.

## Политическая ситуация
Раково подчиняется непосредственно общине и не имеет своего кмета.
Кмет (мэр) общины Сливен — Йордан Лечков Янков (Граждане за европейское развитие Болгарии (ГЕРБ)) по результатам выборов в правление общины.